# 극장판 프리큐어 올스타즈 모두 함께 노래하다♪ 기적의 마법!
《극장판 프리큐어 올스타즈 모두 노래하자♪ 기적의 마법!》(일본어: 映画 プリキュアオールスターズ みんなで歌う♪奇跡の魔法!)은 2016년 애니메이션 영화이다.